# Viridigona longicornis
Viridigona longicornis är en tvåvingeart som beskrevs av Stefan Naglis 2003. Viridigona longicornis ingår i släktet Viridigona och familjen styltflugor. Inga underarter finns listade i Catalogue of Life.